# Majuskelskrift

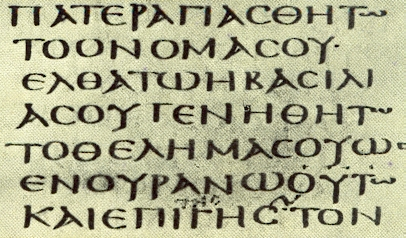
Exempel på grekisk majuskelskrift från 300-talet e.Kr i Codex Sinaiticus. Texten återger Lukasevangeliet 11:2.

Majuskelskrift är skrift skriven för hand med majuskler, det vill säga versaler (stora bokstäver). Majuskelskrift är det vanliga skrivsättet i antika handskrifter på både grekiska och latin.  
Majuskelskrift, som är relativt omständlig att skriva, användes senare framför allt för inskriptioner och rubriker. 
Till skillnad från minuskelskrift kan majuskelskrift skrivas mellan två rader eftersom alla bokstäver är lika höga.